# Логашов, Арсений Максимович
Арсе́ний Макси́мович Логашо́в (20 августа 1991, Курск, СССР) — российский футболист, защитник.

## Карьера

### Клубная
В футбол играет с 6 лет. Первый тренер — Сергей Алексеевич Донских. С 2006 года играл в команде игроков 1991 года рождения «Трудовые резервы / Спортакадемклуб» (ТРСАК), которая относилась к клубу «Сибирь».
В 2009 году оказался в числе игроков, перешедших из «Спортакадемклуба» в «Химки». Дебютировал в чемпионате России 18 сентября 2009 года в матче «Химки» — «Спартак-Нальчик».
29 июля 2011 года перешёл в махачкалинский «Анжи», с которым подписал пятилетний контракт, и сразу же был отдан в аренду в воронежский «Факел». За клуб из Воронежа сыграл 15 матчей, в 14 из которых отыграл полностью все 90 минут и заработал 3 жёлтых карточки. В 2012 году был вызван на сборы «Анжи» в ОАЭ. 12 марта 2012 года отыграл первый для себя матч в основном составе против московского «Спартака». Контракт Логашова с «Анжи» действовал до 2016 года.
29 августа 2013 года подписал контракт на 4 года с московским «Локомотивом». Сразу же после покупки игрока «Локомотив» отдал его в аренду в «Ростов» до конца сезона-2013/2014, где Логашов стал игроком основного состава. По окончании сезона «Локомотив» принял решение вернуть защитника в расположение клуба.
3 февраля 2017 года подписал контракт до конца сезона с клубом ФНЛ «Тосно». 11 июня на правах свободного агента перешёл в калининградскую «Балтику». Контракт подписан по схеме «1+1».
20 июня 2018 года подписал контракт с «Ростовом» по схеме «3+1». Выступал за «Химки» до 31 мая 2021 года, когда стало известно, что арендное соглашение не будет продлено.
Во второй половине 2021 года был в составе «Кубани». В августе 2022 года объявил о завершении карьеры профессионального игрока, сообщив что перешёл в клуб Медийной футбольной лиги Broke Boys. После этого также выступал в командах GOATS, «Деньги», Rocket Team и «Тандем».
В 2023 году — игрок ФК «Куркино», участвующего в Дивизионе «А» чемпионата Москвы (III дивизион первенства России, ЛФК).

### В сборной
Играл в юношеской сборной России по футболу. Был игроком молодёжной сборной. В августе 2012 года был включён тренером главной сборной Фабио Капелло в расширенный список игроков на матч со сборной Кот-д’Ивуара. 15 августа вышел на замену на 30-й минуте вместо Александра Анюкова, получившего травму.

## Достижения
«Анжи»
- Финалист Кубка России: 2012/2013
- Бронзовый призёр чемпионата России: 2012/13

«Локомотив» (Москва)
- Обладатель Кубка России: 2014/15

«Ростов»
- Обладатель Кубка России: 2013/14

«Тосно»
- Серебряный призёр первенства ФНЛ: 2016/17

## Клубная статистика
| Клуб             | Сезон            | Лига | Лига | Кубки | Кубки | Еврокубки | Еврокубки | Итого | Итого |
| Клуб             | Сезон            | Игры | Голы | Игры  | Голы  | Игры      | Голы      | Игры  | Голы  |
| ---------------- | ---------------- | ---- | ---- | ----- | ----- | --------- | --------- | ----- | ----- |
| Химки            | 2009             | 6    | 0    | 0     | 0     | 0         | 0         | 6     | 0     |
| Химки            | 2010             | 20   | 0    | 0     | 0     | 0         | 0         | 20    | 0     |
| Химки            | 2011/2012        | 17   | 0    | 2     | 0     | 0         | 0         | 19    | 0     |
| Химки            | Итого            | 43   | 0    | 2     | 0     | 0         | 0         | 45    | 0     |
| Факел            | 2011/12          | 14   | 0    | 0     | 0     | 0         | 0         | 14    | 0     |
| Факел            | Итого            | 14   | 0    | 0     | 0     | 0         | 0         | 14    | 0     |
| Анжи             | 2011/12          | 9    | 0    | 0     | 0     | 0         | 0         | 9     | 0     |
| Анжи             | 2012/13          | 19   | 0    | 3     | 0     | 10        | 0         | 32    | 0     |
| Анжи             | 2013/14          | 2    | 0    | 0     | 0     | 0         | 0         | 2     | 0     |
| Анжи             | Итого            | 30   | 0    | 3     | 0     | 10        | 0         | 43    | 0     |
| Ростов           | 2013/14          | 23   | 1    | 3     | 0     | 0         | 0         | 26    | 1     |
| Ростов           | 2018/19          | 13   | 0    | 4     | 1     | 0         | 0         | 17    | 1     |
| Ростов           | Итого            | 36   | 1    | 7     | 1     | 0         | 0         | 43    | 2     |
| Локомотив        | 2014/15          | 7    | 0    | 3     | 0     | 0         | 0         | 10    | 0     |
| Локомотив        | 2015/16          | 8    | 0    | 2     | 0     | 1         | 0         | 11    | 0     |
| Локомотив        | Итого            | 15   | 0    | 5     | 0     | 1         | 0         | 21    | 0     |
| Тосно            | 2017/18          | 5    | 0    | 0     | 0     | 0         | 0         | 5     | 0     |
| Тосно            | Итого            | 5    | 0    | 0     | 0     | 0         | 0         | 5     | 0     |
| Балтика          | 2017/18          | 36   | 0    | 1     | 0     | 0         | 0         | 37    | 0     |
| Балтика          | Итого            | 36   | 0    | 1     | 0     | 0         | 0         | 37    | 0     |
| Всего за карьеру | Всего за карьеру | 179  | 1    | 18    | 1     | 11        | 0         | 208   | 2     |